# マンソリー・コンキスタドール
マンソリー・コンキスタドール (Mansory Conquistador) は、ドイツの自動車チューニングメーカーであるマンソリーが、ロールス・ロイス・ファントムをベースに開発した自動車である。
LEDライトを装備し、フロントのラジエータグリルは縦に拡大されている。また、サイド及びフェンダーなどにはアルミ素材が用いられている。サイドミラーにはウインカーが内蔵されている。後部のデザインとしては、ステンレス製のエグゾースト・パイプやトランクの上に取り付けられた小さなスポイラーなどが挙げられる。